# Petroglifos de Catazho
Los Petroglifos de Catazho son un grupo de petroglifos que se encuentran en la cuenca del río Catazho, en la amazonia ecuatoriana, dentro del cantón Limón Indanza que es famoso por la presencia de gran cantidad de petroglifos. Los petroglifos representan una gran variedad de figuras geométricas, figuras humanoides y animales, entre los cuales predominan serpientes y monos. No se conoce la antigüedad de estos petroglifos ni se puede decir cual cultura los esculpió. Algunos de los petroglifos han sido seriamente dañados por el vandalismo y la erosión.

## Estudios
En junio del 2010 un equipo del Instituto Nacional del Patrimonio Cultural, la Pontificia Universidad Católica del Ecuador y el Municipio de Limón Indanza realizaron el trabajo de prospección y registro de los petroglifos del río Catazho. Se logró documentar 887 grabados distribuidos en 122 rocas distintas. La cantidad de grabados en cada roca varia desde uno solo hasta 43 de ellos.
El proyecto también realizó experimentos con distintas técnicas para registrar petroglifos. Se obtuvieron buenos resultados con la ya conocida técnica de frottage y con la fotografía nocturna.
Los arqueólogos han logrado clasificar los motivos de los petroglifos en 73 dibujos comunes.

## Datación y filiación cultural
No se conoce la antigüedad de los petroglifos porque los métodos de datación más comunes en arqueología no se pueden aplicar a este tipo de arte rupestre. Sin embargo, los arqueólogos lograron reconocer que algunos petroglifos se crearon antes que otros utilizando los siguientes principios:

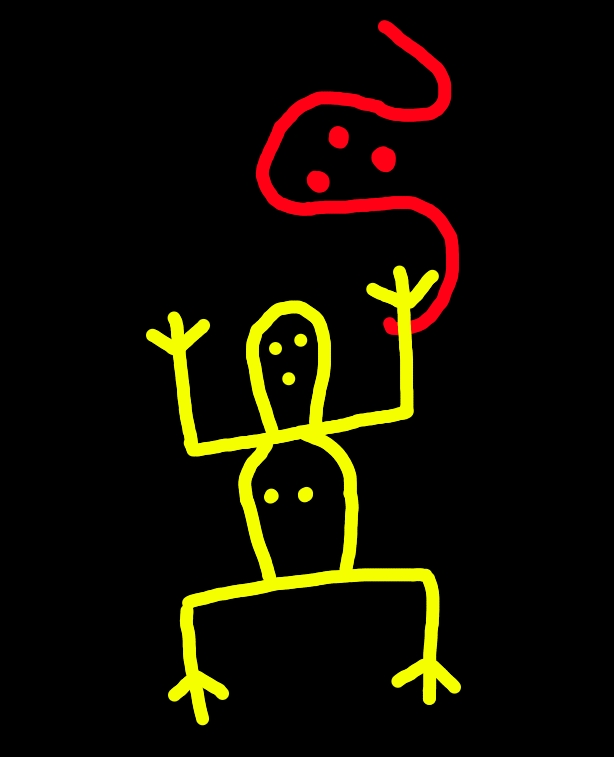
Petroglifo 41, el motivo 33 (en amarillo) se superpone al motivo 34 (en rojo).

1. Superposición: motivos más recientes han sido tallados encima de motivos más antiguos, generando una superposición de motivos, esto se puede ver claramente en el petroglifo 41Petroglifo 41.[3]
2. Erosión: los motivos más antiguos han estado expuestos más tiempo a los elementos por lo que han sido más erosionados.[3]
3. Composición: algunos petroglifos presentan una composición cuidada, por ejemplo alineando los dibujos, pero en ciertos petroglifos se pueden colocados colocados en distintas composiciones que se interrumpen mutuamente, esto hace pensar que seguramente fueron hechos en momentos diferentes.[3]

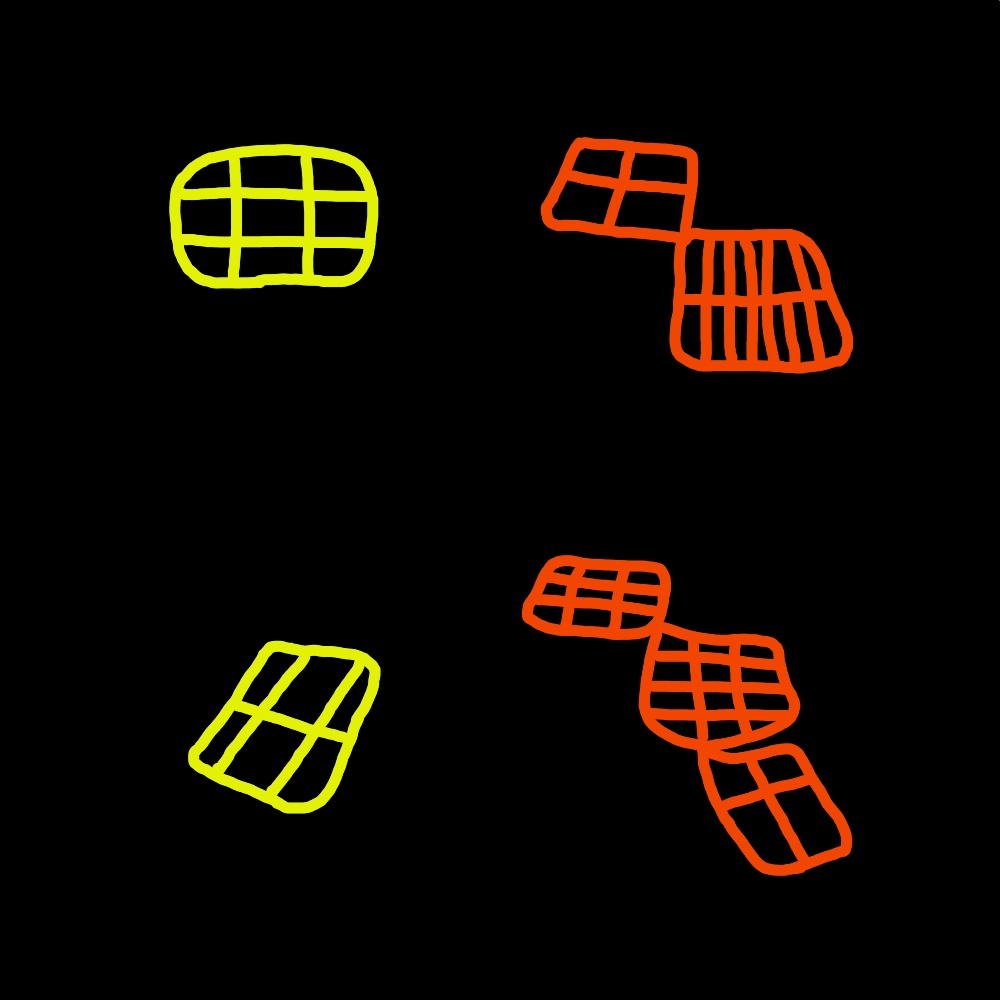
Figura 41 en amarillo, figura 42 en rojo.

De esta manera se descubrió que los petroglifos fueron creados en dos fases: una fase temprana en la que se habrían realizado los grabados de líneas, puntos y figuras geométricas como las figuras 41 y 42, y una fase tardía en la que se habrían realizado las formas figurativas.
El hecho de que ninguno de los motivos esculpidos en los petroglifos se halla encontrado en cerámica arqueológica del lugar podría indicar que los petroglifos fueron hechos antes del uso de la cerámica. Por otro lado, debajo de algunos petroglifos se ha encontrado cerámica de estilo corrugado que fue muy común en la amazonia ecuatoriana durante el Período de Integración. Esto hace sospechar que los petroglifos pueden haber sido hechos durante el período de integración, pero según los arqueólogos, esto poco probable ya que también se han encontrado fragmento de esta cerámica en rocas sin petroglifos.

## Interpretación
Los arqueólogos han pensado en posibles explicaciones para el significado de los petroglifos.

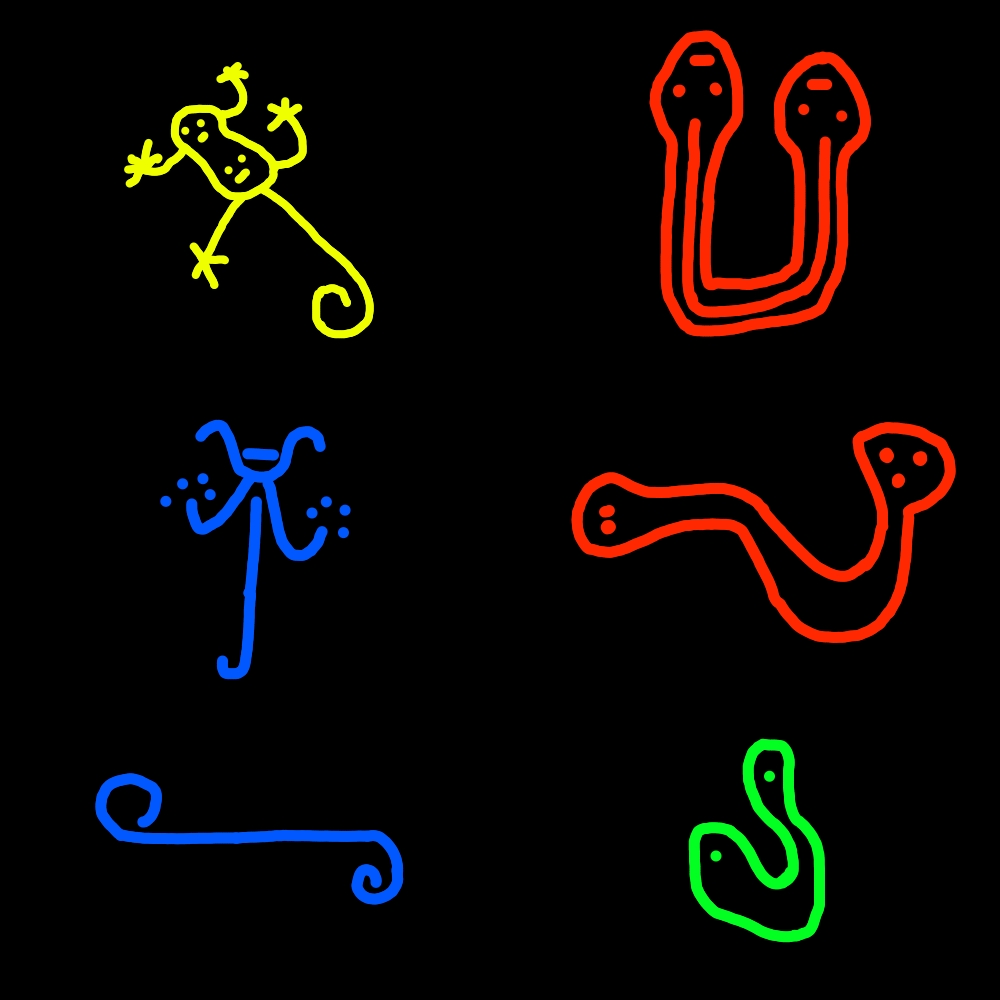
En amarillo un mono, en azul versiones abstractas del mono. En rojo serpientes bicéfalas y en verde la versión abstracta de la serpiente bicéfala.

### Abstracción de figuras
La arqueóloga María Fernanda Ugalde notó que hay una tendencia gradual a la abstracción de elemento figurativos, posiblemente a través del tiempo, lo cual significaría que las versiones más figurativas son más antiguas y las más abstractas son más recientes. Este proceso de abstracción ocurriría especialmente en serpientes biéfalas y en monos, los cuales serían fáciles de reconocer en sus versiones figurativas pero muy difíciles de reconocer en sus versiones abstractas de no conocer la existencia de las versiones anteriores.

### Relación con el agua
Se ha hablado de una posible relación de los petroglifos con el agua ya que todos ellos se encuentran relativamente cerca al río Catazho, algunos de ellos incluso se encuentran en el río. Aunque esto podría explicarse ya que las rocas grandes están en su gran mayoría en la cuenca del río porque los territorios circundantes son pendientes empinadas. El estudio de 2010 realizó inspecciones de algunas de estas pendientes pero no encontró ningún petroglifo.

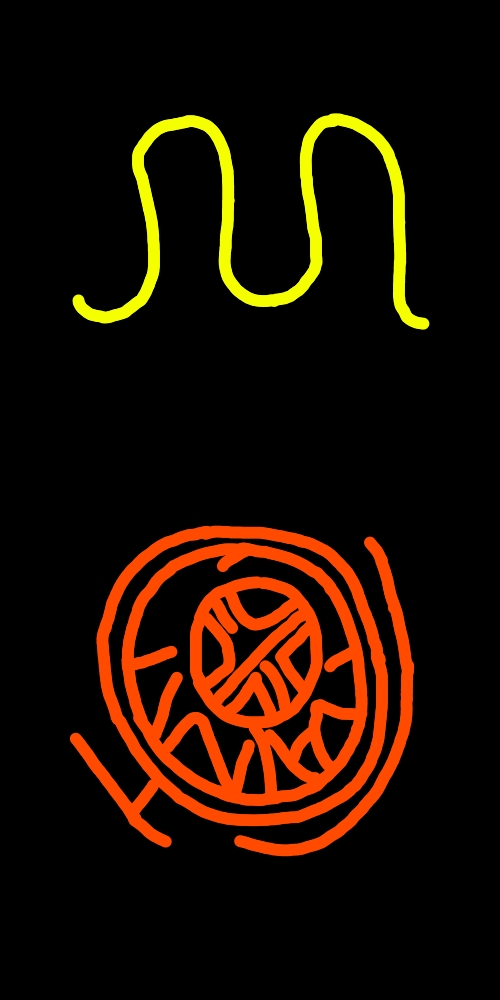
Silueta del monte Catazho del petroglifo 113 en amarillo, posible sol del petroglifo 112 en rojo.

### Escenas Narrativas
Hay tres petroglifos que se sospecha que pueden ser representaciones de escenas narrativas. Estos son:
1. Petroglifo 10, en el cual hay dos monos separados por una línea en zigzag, que podría interpretarse como un río.[3]
2. Petroglifo 112, en este hay varios seres de dos caras debajo de lo que parece ser un sol, los seres de dos caras se podrían interpretar como mujeres embarazadas.[3]
3. Petroglifo 113, en este hay varias serpientes abajo del todo, arriba de ellas hay varios monos que parecerían estar escalando y arriba del todo hay una línea que parece ser la silueta del monte Catazho.[3]

### Relación con el monte Catazho
Inicialmente se pensó que los petroglifos estarían relacionados de alguna manera con el monte Catazho, el cual destaca en el paisaje de la zona debido a su peculiar figura. Esta idea provenía principalmente del petroglifo 113, en el cual hay una línea que parece ser una representación de la silueta del monte, y alrededor de este hay lo que podría ser monos escalando. Sin embargo, estudios posteriores no lograron encontrar relaciones entre los demás petroglifos y el monte.